# Чудо (књига)
Чудо (енгл. Wonder) је савремени роман за децу који је написала Р. Х. Паласио и објављен 14. фебруара 2012. Чудо је делом инспирисан инцидентом у којем је ауторкин син почео да плаче након што је приметио девојчицу са тешким деформитетом лица. Инспирација је такође извучена из истоимене песме Натали Мерчант. Објављено је неколико спиноф-а, укључујући 365 дана чуда: Књига прописа господина Брауна, Сви смо Чуда, Аги и ја и Бела птица. Филмска адаптација је премијерно приказан 2017. године, а спин-оф наставак филма (адаптација Беле птице) уследио је 2024. године.

## ПесмаЧудо
Аутор: Натали Мерчант

Доктори су долазили из далеких градова

само да би ме видели

да би ми стајали крај узглавља

не верујући својим очима
Кажу како мора да сам једно

од Божјих чудеса

и, како им се чини, немају

баш никакво објашњење

## Радња
У средишту књиге је Август "Аги" Пулман, десетогодишњак који живи у Норт Риверсајд Хајтсу у Доњем Менхетну. Има Краниофацијалну дијагнозу (Крузонов синдром), који му је унаказио лице и захтевао је много операција и посебну негу. Због његовог стања, Августа је мајка већ неколико година школовала код куће; међутим, желећи да искуси свет, родитељи га уписују у Бичер, приватну школу, за почетак петог разреда. Август има старију сестру, Оливију "Вија" Пуллман, која полази у прву годину средње школе.
Пре почетка школске године, Агијева мајка га води да упозна директора, господина Турсон, који је замолио још три ученика — Џека Воли, Шарлот и Јулијана — да га одведу у обилазак школе. Јулијан се нељубазно понаша према Агију, који се понаша с поштовањем пред одраслима. Првог дана у школи, Аги покушава да избегне скретање пажње на себе, али га Јулијан и његови пријатељи малтретирају. Агију прилази и спријатељи се са њим на ручку другарица по имену Самер, а на већини часова је усмерен на Џека, којег такође сматра пријатељем.
На Ноћ вештица, Аги, обучен као Крвави врисак, чује Џека, који је очекивао да се Аги обуче као Боба Фет, придружујући се Јулијану и његовим пријатељима у исмевању Агија. Тужан, Аги остаје код куће неколико дана и изолује се од своје породице, фрустрирајући Вију, која замера Агију због приоритета који има у односу на њу од њихових родитеља. Вративши се у школу, Аги игнорише Џека и поверава се Самеру о инциденту са Џеком. Џек притиска Самер да је Аги узнемирен, који наговештава узрок. Када Џек то схвати, постиди се и поново се обавезује на пријатељство са Огијем. Ово изазива Џулијанов гнев, а Џек и Џулијан се свађају. Џек се мири са Агијем, али је изопштен од својих популарних другова из разреда, пошто Јулијанов утицај дели ученике на фракције због сукоба. Јулијанова мајка пише Турсону да изрази своју забринутост због Агија који похађа школу, наводећи да би његов изглед могао бити превелик терет за друге ученике.
Вија се поверава својој мајци да не жели да Аги присуствује њеној школској представи, јер је уживала у новом почетку који јој је дала нова школа, ослобођена терета повезивања са Агијем и његовим стањем. Аги чује и љуто се дури у својој соби, надајући се да ће га мајка утешити, али уместо тога улази Вија да му каже да њихов пас Дејзи умире. Она га позива да изађе да се поздрави пре него што Дејзи буде одведена код ветеринара и еутаназирана, што је он и учинио.
У међувремену, Вијина најбоља пријатељица Миранда је почела да је избегава, из Вији непознатих разлога. Обоје су на аудицији за главну улогу у својој школској представи, а Миранда добија улогу, а Вија је њена помоћница. На отварању, Миранда види Вијину породицу у публици и глуми болест како би Виа могла да заузме њено место за то вече. После представе, њих двоје се помире.
На крају Агијеве школске године, одељење петог разреда иде на тродневни излет у резерват природе. Аги је у почетку забринут за одлазак због Џулијана, али чује да Јулијан неће доћи. Последње ноћи путовања, Аги и Џек шетају сами шумом када их напала група старијих ученика из друге школе. Џулијанови пријатељи случајно пролазе поред, и они јуре у одбрану својих другова из разреда, импресионирани Агијевом смелошћу у супротстављању насилницима. Аги постаје прихваћен од својих школских вршњака.
На дипломирању, Аги је награђен медаљом Хенри Ворд Бичер за своју снагу и карактер током школске године, док Јулијанови родитељи одлучују да пошаљу Јулијана следеће године у другу школу.

## Пријем

### Критички пријем
Књига је добила пре свега позитивне критике професионалних критичара. Common Sense Media дали су Чуду четири од пет звездица, назвавши га „дирљивом, узбудљивом причом о унакаженом дечаку са унутрашњом лепотом“. Entertainment Weekly је рекао: „У чуду од дебија, Паласио је написала пуцкетаву страницу која окреће странице испуњену ликовима за које не можете а да не навијате за њих.“ The New York Timesје то назвао „богатим и незаборавним [...] То је Аги и остала деца који су право срце Чуда, а Паласио хвата гласове девојчица и дечака, ученика петог разреда и тинејџера, подједнако вештина."
Критике на књиге активиста покрета за права особа са инвалидитетом биле су помешане. Активисткиња особа са инвалидитетом Карли Финдлеј снажно се поистоветила са причом, рекавши: „Као читалац са видљивом разликом, рећи ћу да је веома добро истражена“. Изобличена особа Мајк Муди, пишући на блогу Disability in Kidlit, описао је књигу као „занимљиву, срцепарајућу причу о унакажености“, али је такође разговарао о разочарењу због „пропуштене прилике“ у континуираном умањивању инвалидитета главног лика и његов упорни недостатак деловања. Ariel Henley, ауторка са Крузоновим синдромом, написала је чланак у Teen Vogue- у под насловом „Шта 'Чудо' није у реду са изобличењем и краниофацијалним поремећајима”; чланак се фокусира на одабир глумца без инвалидитета за филмску адаптацију, али се такође расправља о заплету, тврдећи да се „Аги користи као реквизит за подучавање оних око себе о прихватању и саосећању“.

### Награде
Чудо је био на листи најпродаванијих The New York Times'-а , а био је и на главној листи Texas Bluebonnet Award-а. Књига је добитник награде за студенте из Мејна за 2014, награде за дечију књигу Дороти Кенфилд Фишер из Вермонта, Награде читалаца Марка Твена 2015, Хавајске награде Нене 2015, и Јуниор Young Reader's Choice Award за 2015. Hawaii's 2015 Nene Award, У Илиноисује освојио и Bluestem and Caudill Awards 2014.

### Продаја
Роман је преведен на 29 језика за продају широм света: шпански, каталонски, јапански, немачки, француски, португалски, дански, чешки, српски, арапски, хебрејски, норвешки, исландски, шведски, фарски, турски, холандски, персијски, италијански, фински, руски, корејски, кинески, украјински, пољски, хрватски, грчки, румунски, вијетнамски и словеначки . Књига је на српски језик преведена и објављена 2015. године у издању Дерете из Београда.
Први пут објављен 2012. у издању Alfred A. Knopf-а (сада део Penguin Random House), роман је био најпродаванији за ову фирму када је филм приказан 2017. године, када је продат у 5 милиона примерака у комбинованим књигама и е-књигама у Сједињеним Државама.

## Филмске адаптације
Филмску адаптацију режирао је Стивен Шбоски, по сценарију Џека Торна, Стивена Конрада и Шбоскија, а у главним улогама су Џулија Робертс и Овен Вилсон као Изабел и Нејт Пулман и Џејкоб Тремблеј као Август Пулман. Продуцентска кућа Lionsgate га је премијерно приказала 17. новембра 2017. године.

### Спиноф наставак/преднаставак
Филмска адаптација White Bird (Бела птица: Прича о чуду) приказана је 2023. Режирао га је Марк Форстер, а сценарио је написао Марк Бомбек, са Брајсом Гејзаром, Џилијан Андерсон и Хелен Мирен као Џулијан Албанс, Вивијен и Гранмер. Филм је требало да буде приказан 14. октобра 2022. након што је првобитно био заказан за 16. септембар 2022. У јануару 2023. објављено је да је планирано да филм дебитује у ограниченом издању 18. августа 2023. године, након чега ће уследити шире издање 25. августа 2023. Поново је одложено због штрајка САГ-АФТРА 2023. године, а затим је премијерно приказан на 43. Фестивалу јеврејског филма у Сан Франциску 30. јула 2023.

## Повезане књиге

### Аги и ја: три приче о Чуду
Auggie & Me (Аги и ја : три приче о Чуду) је књига која прати Чудо. Садржи три приче, од којих свака говори о догађајима Чуда из различитих перспектива. Прва прича, названа Јулијаново поглавље, испричана је из угла школског насилника Џулијана, објашњавајући зашто он малтретира Агија. Други, назван Плутон, фокусира се на Агијев живот пре Бичер Препа и испричан је из угла Кристофера, Агијевог најстаријег пријатеља. Трећи се зове Шингалинг и испричан је из угла Агијеве другарице из разреда Шарлот, која је, у Чуду прва особа која му је љубазна у школи Бичер; фокусира се на односе и догађаје између неких девојака у Агијевој години, као што су Ximena Chin, Summer Dawson и Maya Markowitz.
Иако су првобитно објављене одвојено, три приче су на крају груписане и продате као једна књига.

### 365 дана чуда
У Чуду, Агијев учитељ, господин Браун, сваком месецу додељује правило. 365 дана чуда (365 Days of Wonder) садржи 365 његових упутстава, као и неке од мисли господина Брауна након сваког месеца.

### Ми смо сва Чуда
У Ми смо сва Чуда (We're All Wonders), овој краткој сликовници Аги говори о свом животу пре догађаја из Чуда. Већину времена носи своју астронаутску кацигу.

### Бела птица: Чудесна прича
Бела птица: Чудесна прича (White Bird: A Wonder Story), графичком роману из 2019, Јулианова бака из Париза прича му приче о свом детињству као јеврејке која је живела у Француској окупираној од стране нациста током Другог светског рата, када су је сакрили од нациста од стране колеге и његове породице. Филмска адаптација објављена је у октобру 2024.

## Вуди још
- Чудо (филм из 2017)